# Polskie przejścia graniczne z Ukrainą
Na granicy Polski i Ukrainy znajduje się czternaście przejść granicznych – osiem drogowych oraz sześć kolejowych. W planach jest utworzenie kolejnych siedmiu przejść granicznych.

## Drogowe
- Budomierz-Hruszów
- Dołhobyczów-Uhrynów
- Dorohusk-Jagodzin
- Hrebenne-Rawa Ruska
- Korczowa-Krakowiec
- Krościenko-Smolnica
- Malhowice-Niżankowice
- Medyka-Szeginie
- Zosin-Uściług

## Kolejowe
- Dorohusk-Jagodzin
- Hrebenne-Rawa Ruska
- Hrubieszów-Włodzimierz Wołyński
- Krościenko-Chyrów
- Przemyśl-Mościska
- Werchrata-Rawa Ruska

## Planowane
- Bystre-Mszaniec (termin rozpoczęcia nieustalony)
- Smolnik-Boberka (termin rozpoczęcia nieustalony)
- Budynin-Bełz (termin rozpoczęcia nieustalony)
- Kryłów-Kreczów (termin rozpoczęcia nieustalony)
- Zbereże-Adamczuki (termin rozpoczęcia nieustalony)

## Czasowe przejścia graniczne
- Wołosate-Łubnia[1]
- Dyniska-Uhnów[2]
- Waręż–Uśmierz[3]
- Korczmin-Stajivka[4]